# Lidenskab
Lidenskab eller passion er en stærk optagethed.
Det kan være i erotisk eller andre sammenhænge.

## Dorothy Tennov's lidenskab
Lidenskab, eller måske kærlidenskab (engelsk: limerence) som det anvendes af psykologen Dorothy Tennov, er en ufrivillig kognitiv og følelsesmæssig tilstand hvor en person føler et intenst romantisk begær for en anden person (kærlidenskabens objekt). Lidenskab kan ofte være hvad
man mener når man udtrykker at nogen er "brændt varm" på en anden. Det er karakteriseret ved tvangsbetinget tænkning og udpræget sensitivitet overfor udefrakommende hændelser som indvirker på hvordan objektet for kærlidenskaben forholder sig til den påvirkede person. Det kan
opleves som intens glæde eller ekstrem desperation afhængigt af om følelserne er gengældte eller
ej. Mens brugen af ordet er sjælden bruges teorier om lidenskab i psykologien når man studerer
den romantiske kærlighed og diskuteres ofte af dem som er interesserede i Tennov's arbejde.
Tennov beskriver kærlidenskab som en i starten næsten umærkelig følelse af øget interesse for
objektet for kærlidenskaben som, hvis begunstiget af betingelserne, kan vokse til at have en
enorm intensitet, selvom det ofte falder ned til et lavere niveau efter et stykke tid. I dette stadie ændrer lidenskaben karakter ved gengældelse eller overføres til en anden person som så
bliver det nye objekt for kærlidenskaben. Under gode betingelser forsvinder kærlidenskaben
ved gengældelse og ændres til hvad der bedst kan kaldes kærlighed.

### Oprindelse
Dette koncept af kærlidenskab opstod i forbindelse med Tennovs undersøgelser i midten af
60'erne. Hun interviewede over 500 mennesker om emnet kærlighed i håb om at forstå og
afgrænse den type af intens og voldsom kærlighed som beskrevet i den franske romantiker
Stendhal's afhandling Om kærlighed, hvori forfatteren fremlægger sin opfattelse om
udkrystallisering. Tennov skabte sit udtryk "kærlidenskab" i 1977 og offentliggjorde det
det i sin bog "Kærlighed og kærlidenskab: At være forelsket". Udmøntningen af ordet var
tilfældig og (i dets engelske form; limerence) ikke affødt af noget eksisterende ord;
Tennov besluttede simpelthen at bruge ordet fordi det lød godt og "passende" for hende og
hendes to studerende.

### Afvigelse fra kærlighed og andre følelser
Tennov skelner mellem kærlidenskab og andre følelser ved at fastslå at:
- Kærlighed indebærer omsorg for den anden persons velfærd og følelser, mens kærlidenskab ikke indebærer dette.

- Hengivenhed og "at være glad for" nogen eksisterer kun som en forholden sig til en anden person, irrespektivt af hvordan disse følelser gengældes, hvorimod kærlidenskab forlanger gengældelse.

- Sex med objektet er hverken vigtigt eller tilstrækkeligt for en person som oplever kærlidenskab, ulig én som oplever seksuel tiltrækning.

- Kærlidenskab er meget længerevarende end følelser som forgabelse, romantisk lidenskab, og ungdommelig forelskelse. Den kan vare ved igennem måneder og selv år.

- Kærlidenskab kan have lav-intensitets perioder som ikke kan betragtes som forgabelse.

### Underopdelinger
Kærlidenskab har visse grunddele:
- tvangsbetingede tanker om objektet for kærlidenskaben
- akut længsel efter gengældelse
- nogen varierende og forbipasserende lettelse fra uhæmmet kærlidenskab gennem levende

forestillinger om gengældelse fra kærlidenskab-objektets side
- frygt for afvisning og urolig genérthed i kærlidenskab-objektes nærhed
- intensivering ved modsætning
- akut sensitivitet overfor enhver handling, tanke, eller omstændighed som kan tolkes

fordelagtigt, og en ekstraordinær evne til at opfinde eller skabe "rimelige" forklaringer
på hvorfor neutrale handlinger er tegn på skjulte følelser hos kærlidenskab-objektet
- en smerte i brystet eller maven når følelse af uvished er stærk
- opløftethed (følelse af at gå på skyerne) når gengældelse ser ud til at være nær
- en generel intensitet i følelsen som gør andre bekymringer uvæsentlige
- en bemærkelsesværdig evne til at understrege hvad der er beundringsværdigt hos objektet

for kærlidenskaben og til at undgå fokus på negative sider, evt. ændre det til noget positivt

#### Opfattelse af kærlidenskabens objekt
Udkrystallisering, fra Stendhals værk fra 1822 Om kærlighed, er en proces hvori
kærlidenskab-objektet attraktive karaktertræk understreges og uattraktive karaktertræk nedtones,
eller ses som tiltrækkende. Karaktertrækkene er ikke rent opspind; objektets faktiske træk
underlægges forstørrelse. Objektivt set trivielle træk eller adfærd godtages og de gode sider
underlægges uophørlig genoplevelse i den kærlidenskab-ramtes bevidsthed. Neutrale aspekter hos
kærlidenskab-obkjektet opfattes som charmerende og dejlige. Ligegyldigt hvad objektet gør kan
det fortolkes positivt, i det mindste til en hvis grad. Der er en forbløffende evne til at reagere
positivt på mangler. Reaktionen fra den kærlidenskab-ramte fejlbedømmer fuldstændigt de vigtige træk og ignorerer alvorlige problemer hos objektet.

#### Tvangsmæssig tænkning
Under højdepunktet af kærlidenskaben er tanker om kærlidenskabs-objektet både vedholdene og tvangsbetingede. Kærlidenskab er først og fremmest et fænomen af kognitiv besættelse. Alle hændelser, associationer, stimuli og erfaringer vender med usvigelig sikkerhed tankerne i retning af objektet. De konstante tanker om kærlidenskabs- objektet definerer alt andet. Hvis en tanke ikke har forbindelse til objektet skabes øjeblikkeligt en.
Kærlidenskabelige fantasier er utilfredstillende med mindre de har rod i virkeligheden, grundet det faktum at den fantaserende ønsker at fantasien er realistisk og opnåelig. Fantasier som er forbundet med urealistiske idéer forkastes øjeblikkeligt. Til tider er de retrospektive og fantasierne afspilles fra hukommelsen. Denne form dominerer når det opfattes, at der er mulighed for gengældelse. Andre gange er fantasierne præget af forventningsfuldhed; begynder i en hverdagssituation og ender i klimaks ved opnåelse af objektet for kærlidenskaben. En kærlidenskabelig fantasi kan også indeholde en usædvanlig, ofte tragisk, hændelse.
Den forventningsfulde fantasi danner bro mellem den kærlidenskabsramtes ordinære liv og til det intenst efterstræbte ekstatiske højdepunkt. Længden og kompleksiteten af en fantasi afhænger af mængden af tid til rådighed og graden af distraktion. Glæden ved det forestillede øjeblik for klimaks er større hvis det som går forud er realistisk, men ofte indeholder fantasien grove afvigelser fra det realistiske.
Fantasierne er ikke altid glædelige og når muligheden for afvisning er tilstede præges tankerne af desperation. Graden af glæde virker ikke knyttet til reaktionens-intensiteten. Selvom følelsens retning kan skifte hurtigt, fx fra glæde til desperation, skifter intensiteten af de tvangsbetingede tanker kun i mindre grad, og ændres kun i respons til erfaringer med objektet for kærlidenskaben.
For eksempel kan fantasier indeholde idéer om at 'redde' objektet fra en farlig situation og inkludere en belønning som antyder en gengældelse af følelser. Et andet eksempel på en fantasi er hvor objektet på en klimaktisk måde proklamerer sin kærlighed, fx i et dødsøjeblik.
Fantasier kan også drømmes af objektet for kærlidenskaben og indeholder stærke følelser og glæde, men ender ofte med frustration når søvnen ophører. Drømme kan vække tidligere stærke følelser for
objektet efter at de er falmet.

#### Frygt for afvisning
Sammen med fokus på positive egenskaber hos objektet, og optagetheden af om følelserne vil blive gengældt, er der en frygt for at blive ramt det modsatte af tilnærmelse; afvisning. Der opleves betydelig usikkerhed og tvivl og medfører smerte – men forøger samtidigt begæret.
Frygten for afvisning viser sig primært ved skyhed når objektet er tilstede, men det kan også sprede sig til situationer som involverer andre potentielle objekter for kærlidenskab, men generelt influerer det ikke på andre dele af livet.
Selvom det virker som om at kærlidenskab blomstrer under modgang er skyhed og ekstrem forsigtighed baseret på frygt for, at give objektet et uønsket opfattelse af den kærlidenskabs-ramte som evt. kan forhindre en tilnærmelse, selvom begge parter er interesserede.

#### Håb
Kærlidenskab udvikles og vedligeholdes når der er en vis balance mellem håb og usikkerhed.
Udgangspunktet for håbet er ikke baseret på objektive realiteter, men på virkeligheden som den opfattes. Der findes en tilbøjelighed til at gennemgå nuancer i udtalelser og små ændringer i adfærd som kan begrunde et håb. Detaljer bemærkes og analyseres gennemgående. Opfattelsen af at objektet ikke kan eller vil gengælde følelserne trænger kun vanskeligt igennem. Kærlidenskab kan drives vidt før en afvisning accepteres som værende reel.
Den intense fokus på detaljer er ikke nødvendigvis grundløs. Kropssprog kan indikere gengældelse af følelser og hvad objektet har sagt og gjort genkaldes med stor klarhed. Alternative betydninger af adfærd og tale fastlægges. Ethvert ord og gestus er konstant til rådighed for vurdering, særskilt hvis der opfattes en mulighed for gengældelse af følelserne. Når ting, mennesker, steder, konfronteres med objektet huskes det klart.

#### Fysiske virkninger
De fysiologiske virkninger af kærlidenskab er hjerteflimren, rysten, bleghed, rødmen, pupil-udvidelse og generel følelse af svaghed. Akavethed, stammen, skyhed, og forvirring dominerer adfærden. Der er anspændthed, og nervøsitet forbundet med bekymringen om at enhver handling kan medføre katastrofe. Mange af de almindeligt kendte fysiske reaktioner er resultater af kærlidenskabelig frygt.
Denne hypersensitivitet som opnås ved frygt for afvisning kan forstyrre tolkningen af objektets kropssprog, lede til inaktivitet, og betyde spild af muligheder for tilnærmelse. Kropslige signaler kan udsendes som forhindrer muligheden for at opnå tilnærmelse til objektet.
En situation af vedvarende agtpågivenhed, en skærpelse af sanserne, og en enorm kilde af energi mht. at forfølge kærlidenskabens mål opstår. Følelsen af kærlidenskab er placeret midt i brystpartiet, og kan lede til ekstase ved gengældelse af følelser, og til desperation ved afvisning.

#### Spillet
Ligegyldigt hvor meget gengældelse af følelser ønskes er det ikke muligt bare at spørge efter det. At spørge betyder en risiko for for tidlig blottelse. Spillet mellem parterne er delikat, hvor den ene parts reaktioner er tæt forbundet med den anden parts adfærd. Fremskridt mod fælles gengældelse involverer ikke nødvendigvis ydre vanskeligheder, men finter og paréring, tricks og bevist forkerte signaler. Usikkerheden forbundet med kærlidenskabens spil er ofte kun et spørgsmål om opfattelse.
Trods idealer og filosofi begynder en proces som umiskendeligt minder om et spil. Gevinsten er ikke ubetydelig; gengældelse betyder ekstatiske følelser. Hvad enten spillet vindes, deles, og hvad det endelige resultat bliver, afhænger af det af dygtighed. Afvigelser fra ligefrem ærlighed er en integreret del af en kærlidenskabelig strategi.
Frygt for afvisning leder til en fremgangsmåde som forventes at beskytte mod katastrofen. Forskellige grunde til at håbe og frygte holder følelserne på et feberagtigt højt niveau, og hvis objektet for kærlidenskabeligheden er for nem at få fat på kølnes følelserne. En åben erklæring om de sande følelser vil stoppe processen. Usikkerheden og
projektion af følelser kan ses som konsekvensen af den kærlidenskabs-ramte tilbøjelighed til at skjule sine følelser.
Fordi en af de medfølgende træk ved kærlidenskab er ekstrem følelsesmæssig afhængighed af objektets adfærd, afhænger kærlidenskabens vej af begge parters handlinger og reaktioner. Usikkerhed forøger kærlidenskaben; forøget kærlidenskab dikterer ændringer i handlemønsteret som tjener til at øge eller mindske graden af kærlidenskab hos modparten, afhængigt af hvordan det hændte tolkes. Interaktionen er skrøbelig hvis parterne befinder sig på et stadie nær gengældelse; en mindre ubalance som konstant skifter ser ud til at fastholde det. Begge personer i spillet ved hvem der er mest kærlidenskabelig.

#### Seksualitet
Bevidstheden om den fysiske tiltrækning spiller en nøgle rolle i udviklingen af kærlidenskab, men det er ikke nok i sig selv til at tilfredsstille begæret og er sjældent det centrale. For at være objekt for kærlidenskab må personen opfattes som en mulig seksuel partner.
Kærlidenskab kan intensiveres efter seksuel kontakt og ved en højere grad af kærlidenskab er der større ønske om seksuel kontakt. Mens seksuel kontakt tidligere betød en afslutning på usikkerheden er dette i dag mindre betydende.
Seksuelle fantasier adskiller sig fra fantasier som udspringer af kærlidenskab. Disse har rod i virkeligheden og er tvangsbetingede snarere end frivillige. Almindelige seksuelle fantasier er under en vis grad af kontrol og kan også involvere fremmede, opdigtede personer, og urealistiske situationer. Personer kan blive opstemt ved tanken om seksual- partnere, handlinger, og situationer som ikke nødvendigvis er ønskede, mens hver detalje i fantasi udsprunget af kærlidenskab intenst ønskes udført i virkeligheden.
Kærlidenskab kan somme tider øge den seksuelle interesse for andre hvis objektet er uimodtagelig eller uopnåelig, såsom seksuelt samkvem mellem ægtefæller kan findes mere interessant hvis begæret er rettet mod en anden.
Bekymringerne og frygten knyttet til kærlidenskab kan påvirke den seksuelle formåen. Den konstante bevidsthed på at fremstå bedst hele tiden er ikke altid kompatibelt med udøvelse af den seksuelle handling.

### Kærlidenskabens reaktion
Kærlidenskabens reaktion er sammensat; faktisk beskriver det en unik serie af reaktioner. Disse reaktioner finder kun sted når misforståelse mødes med afvisning i en romantisk kontekst. Måske pga. den snævre specificering kan kærlidenskabens reaktioner præcist kvalificeres og forudsiges som i skemaet som følger nedenfor.
'Afvisning' kan være misledende da en sådan både kan være overfladisk og dybtliggende, internt eller eksternt begrundet, så at et individ kan udvikle en dyb modvilje hvor ingen reelt findes. En 'romance' behøver heller ikke være reelt eksisterende for at et individ for at bevirke en kærlidenskabelig reaktion. I det værste tilfælde udvikles modvilje og afvisning på basis af et ikke-eksisterende forhold, hvilket afstedkommer en reaktion som accelererer i et vakuum. Kærlidenskabens reaktion kan beskrives som upassende vedholdenhed. Kærlidenskab ser ikke ud til at kunne udvikles i normale, lykkelige, forhold. Noget skal gå galt.
Kærlidenskaben er ensbetydende med et mere tvangsbetinget tankemønster. Det er ofte en forventningsfuld og glædelig periode med fokus rettet mod objektets beundringsværdige kvaliteter; udkrystaliseringen. Derefter, under passende vækstbetingelser med usikkerhed, håb, intensiveres kærlidenskaben. På højdepunktet drejer næsten alle tanker sig om objektet. Efterfølgende kan højdepunktet fastholdes i dage eller uger, hvorefter der finder en gradvis
nedtrapning sted – eller der kan finde en eller flere stigninger sted efterfulgt med en næsten definitiv nedtrapning. Reaktionsprocesen følger følgende seks faser:
- 1. Kærlidenskabens reaktion begynder på et fikseret tidspunkt som senere kan genfindes. Seksuel tiltrækning er ikke en nødvendig følge selvom a) objektet er en mulig seksuel partner, og b) den umiddelbare beundring også inkluderer objektets fysiske fremtoning.

- 2. Når kærlidenskaben begynder øges mængden af tanker om objektet og en vis glæde er en del af processen. Der er en begyndelsesfase hvor lethed, opløftethed og frihed føles, hvilket er ironisk da det ofte signalerer begyndelsen på den i grunden tvangsbetingede del af processen.

- 3. Med tegn på gengældelse fra objektet opnås en tilstand af ekstrem glæde, endda eufori. Tankerne fokuserer vedvarende på hvad der er tiltrækkende ved objektet, og genspiller scener som måtte have udspillet sig med objektet.

- 4. Engagementet øges hvis der er eksterne forhindringer eller hvis det betvivles at objektet gengælder følelserne. Kun hvis objektet afsløres som klart uattraktiv vil kærlidenskaben falde bort. Ellers er det på dette stadie umuligt at løsrive sig af kærlidenskaben. Tvivlen og den øgede intensitet underminerer tidligere selvtillid og frygt for afvisning dominerer.

- 5. Med den øgede tvivl kombineret med en vist håb om at gengældelse er mulig, intensiveres alting yderligere, specielt de tvangsbetingede tanker. Hvad enten de domineres af glæde eller frustration foretrækkes disse frem for enhver anden aktivitet, medmindre det er a) handlen på en måde der bringer objektet nærmere, eller b) det drejer sig om at være i fysisk nærhed af objektet. Motivationen til at opnå en form for forbindelse varer ved indtil så længe der findes en blanding af håb og frygt.

- 6. På ethvert tidspunkt i processen hvor gengældelse af følelser kan fastslås stagnerer kærlidenskabens intensitet, indtil usikkerhed evt. igen indtræder. Hvad der anses for et åbenlyst tegn på interesse for en udenforstående opfattes ikke således af en kærlidenskabs-ramte. Spil hvor forsigtige partnere skjuler deres respektive følelser, en uundgåelig forskel i livsstil mellem dem, eller misforståelser, forhindrer fuld gengældelse mellem dem og gør det muligt for intensiteten at øges.

Tennov vurderer, baseret på både spørgeskemaer og interviewdata, at den gennemsnitlige længde på kærlidenskaben, fra startstidspunktet til en følelse af neutralitet er opnået, er på mellem 1 1/2 og 3 år  Yderpunkterne kan være så korte som nogle få uger eller så langt som en livstid. Når kærlidenskaben er kortvarig er den maksimale intensitet sandsynligvis ikke opnået.

### Variationer på tilknytning
Når først den kærlidenskabelige reaktion har indfundet sig udvikles én ud af tre typer tilknytning, defineret over en fastsat tidsperiode, i forbindelse med oplevelserne af kærlidenskaben. Indholdet af disse tilknytninger kan variere igennem forbindelsen og enten øge eller nedtone graden af kærlidenskab. Grundelementet og det mest interessante ved Tennovs formulering er at, baseret på hendes underesøgelser og interviews med personer, at alle menneskelige relationer kan opdeles i tre kategorier som defineres ud fra mængden af kærlidenskab hver partner bidrager med i forholdet.
1. Hengivenheds-forhold: definerer forhold hvor ingen af partnerne bidrager med kærlidenskab.
2. Delvist kærlidenskab: definerer et forhold hvor én af partnerne er kærlidenskabelig.
3. Fælles kærlidenskab: definerer et forhold hvor begge parter er lige kærlidenskabelige.
Hengivenheds-forhold findes i de forhold hvor ingen af partnerne er kærlidenskabelige; disse par er ofte forelskede, men er ikke præget af vedvarende tvangstanker, et udpræget behov for eksklusivitet, eller definerer deres mål i forhold til hvordan deres følelser gengældes. Denne type par lægger typisk vægt på fælles interesser, ens præferencer for aktiviteter i fritiden, evne til at arbejde sammen, og i nogle tilfælde en grad af relativ tilfredshed. Hovedparten af forholdene, iflg. Tennov, er at typen delvist kærlidenskabelig. Denne tilknytning er karakteriseret ved ulige gengældelse af følelser.
Tennov argumenterer for, at siden kærlidenskaben i sig selv er en "ustabil tilstand" må forhold præget af fælles kærlidenskab forventes at være af kortvarig karakter; blandet tilknytning er sandsynligvis længerevarende; og hengivenhedsforhold tenderer til at være "gammel-gifte" hvor det fælles samkvem er både stabilt og lige tilfredsstillende for begge parter. Siden Tennov dog kun interviewede én del af dette type par i undersøgelsen, må disse forudsigelser være af foreløbig karakter.

## Fodnoter
1. ↑  Tennov, D. Love and Limerence: the Experience og Being in Love, New York: Scarborough House 1999
2. ↑  "tennov.com: The Leading Ten Nov Site on the Net". Arkiveret fra originalen 6. februar 2007. Hentet 20. februar 2007.
3. ↑  Tennov, Love and Limerence, s. 130-140

## Yderligere læsning
- Sappho, "The Ode to Anactoria"
- Andreas Capellannus, "de Arte Honeste Amandi"
- William Shakespeare, "Romeo og Julie"
- Gabriel Garcia Marquez, "Love in the Time of Cholera"

## Eksterne links
- Dorothy Tennov's website Arkiveret 19. januar 2008 hos  Wayback Machine
- Boganmeldelse af "Love and Limerence"
- "Unrequited Love Support Group" Arkiveret 12. marts 2007 hos  Wayback Machine